# Mundo Bizarro
O Mundo Bizarro (em inglês Bizarro World) é um planeta fictício das histórias em quadrinhos do Super-Homem do período pré-Crise. Trata-se de um planeta simetricamente oposto ao planeta Terra, desde seu formato até o comportamento de seus habitantes. O conceito de bizarro foi integrado a sociedade como uma versão mutilada de qualquer coisa. 

## Origem
O planeta foi colonizado por um casal constituído por um clone defeituoso do Super-Homem, o Super-Homem Bizarro (ou simplesmente Bizarro), e sua esposa, Lois-Bizarro, que por sua vez era clone de Lois Lane. Criados na Terra, o casal saiu do planeta por se sentirem rejeitados. Ao encontrarem o planeta Htrae, fizeram dele sua moradia. Lá, encontram tecnologia suficiente para povoar o planeta inteiro com outras duplicatas imperfeitas de Super-Homem e Lois Lane.
Posteriormente, o planeta teria versões Bizarro de outros personagens do universo do Super-Homem, como Perry White Bizarro e Jimmy Olsen Bizarro. Também haveria os filhos de Bizarro #1 e Lois-Bizarro. Houve também versões da Legião de Super-Heróis e da Liga da Justiça (contanto com versões de, entre outros, Aquaman, que não sabe nadar; Flash, o Homem Mais Lerdo do Mundo e Lanterna Amarelo, o oposto do Lanterna Verde).
Houve também versões de inimigos do Super-Homem, como Lex Luthor, cuja versão no Mundo Bizarro era um homem de bem.